# 増尾好秋
増尾 好秋（ますお よしあき、1946年10月12日 - ）は、日本のギタリスト。ジャズ/フュージョンの分野で活動し、ソニー・ロリンズのバンドのメンバーとしても有名。ニューヨーク在住。

## 来歴
東京都出身。父はジャズ・ピアニストだが、幼い頃は特に音楽教育を受けていない。中学3年生の頃ガット・ギターを始める。その後、バーニー・ケッセルの影響を受けてジャズに傾倒。
1965年、早稲田大学に入学。増尾の所属していた音楽サークルの先輩には鈴木良雄、同期にはタモリがいた。大学在学中、ヤマハ主催のコンテストに出場し、そこで渡辺貞夫に認められる。そして、1968年1月、渡辺貞夫のバック・ギタリストとして初のレコーディングを経験。1969年には自身のデビュー作『バルセロナの風』発表。渡辺のグループには1971年まで在籍した。
1971年渡米。エルヴィン・ジョーンズのアルバム『メリー・ゴー・ラウンド』に参加。その後、リー・コニッツとの共演を経て、1973年から1976年までソニー・ロリンズのバンドに在籍。
1977年、キングレコード傘下のフュージョン・レーベル、エレクトリック・バードの第一弾アーティストとして契約。翌年、デイヴ・グルーシンやスティーヴ・ガッドなどがゲスト参加したアルバム『Sailing Wonder』がヒット。1980年のアルバム『The Song is You and Me』にはヤン・ハマーやブレッカー・ブラザーズがゲスト参加し、ヤン・ハマーとはその後のライブでも共演。
1980年代前半には、再びソニー・ロリンズと活動。
1990年代にはロン・カーターやレニー・ホワイトなどと共演。2004年には旧友・鈴木良雄のアルバム『Moon and Breeze』に参加。
1980年代なかばから2008年まで、ニューヨークのソーホー地区に本格的なレコーディングスタジオ The Studio を所有し、プロデューサーとしても活躍。スタジオでの仕事が思っていた以上に忙しくなってしまい、思うように演奏活動できない状況が二十数年間続いた。
2008年の The Studio 閉鎖により、演奏活動に完全復帰。同年夏に、セルフレーベルSunshine Ave. Labelの第1弾として自身の10年ぶりのリーダーアルバム『Life is Good』を発表。翌2009年には『I'm Glad There is You』を発表。
2012年6月より、約30年ぶりに自己のオリジナルバンド「Power Spot」を結成し、日本での本格的なバンド活動を再開した。
2016年10月に日本で自己の新ユニット「MAGATAMA」を結成。2023年より同ユニットの名称を「YOSHIAKI MASUO GROUP」(略してYMG) に変更。

## ディスコグラフィ

### リーダー・アルバム
- 『バルセロナの風』 - Winds of Barcelona（1969年）
- 『24』 - 24（1971年）
- 『111サリヴァン・ストリート』 - 111 Sullivan Street（1976年）
- 『セイリング・ワンダー』 - Sailing Wonder（1978年）
- 『サンシャイン・アヴェニュー』 - Sunshine Avenue（1979年）
- 『グッド・モーニング』 - Good Morning（1979年）
- 『マスオ・ライヴ』 - Masuo Live（1980年）
- 『ソング・イズ・ユー・アンド・ミー』 - The Song is You and Me（1980年）
- 『フィンガー・ダンシング』 - Finger Dancing（1981年） ※with ヤン・ハマー
- 『メロウ・フォーカス』 - Mellow Focus（1982年）
- 『MASUO』 - Masuo（1989年）
- 『LUSH LIFE-BILLY-TOKYO』 - Lush Life - Billy - Tokyo（1990年） ※with 岡田勉
- 『サトル・ワン』 - A Subtle One (Jazz City)（1991年）
- 『ジャスト・ライク・オールド・タイムス』 - Just Like Old Times（1993年）
- 『アー・ユー・ハッピー・ナウ』 - Are You Happy Now（1998年） ※with ラリー・ゴールディングス、レニー・ホワイト
- 『ライフ・イズ・グッド』 - Life is Good（2008年）
- 『I'm Glad There Is You』 - I'm Glad There is You（2009年） ※with ビル・メイズ
- 『アラウンド・ザ・ワールド』 - Around The World (2011年) ※with 鈴木良雄

### マンハッタン・ブレイズ
- 『ヴィレッジ・イン・バブルス』 - Village In Bubbles（1978年） ※渡辺香津美とマンハッタン・ブレイズ名義
- 『ヴィーナスの瞳』 - Venus Eyes（1979年）